# 困惑的浪漫2
《困惑的浪漫2》（德語：Nekromantik 2: Die Rückkehr der Liebenden Toten）是由琼格·布特格雷特执导的1991年德国恐怖電影，也是1987年电影《困惑的浪漫》的续集。这部电影是关于戀屍的，并且引起了极大的争议，并在其发行12天后被慕尼黑当局没收，:78此行动自纳粹时代以来在德国毫无先例可循。

## 背景
这部电影是在兩德統一后不久在柏林拍摄的。莫妮卡的公寓位于前东柏林，外景可见一个烧毁的衛星轎車和摇摇欲坠的建筑外立面，而电影的其他地方，如马克和他的朋友的聚会场所，都在前西柏林。

## 情节
这部电影紧呈第一部结局，以罗伯特·“罗布”·施马特克（达克塔里·洛伦茨饰）自杀的闪回画面开始，他的尸体随后被莫妮卡（莫妮卡·M饰）从教堂的墓地中掘走。莫妮卡在将罗布的尸体带入她的公寓时显然未引起人们注意。在公寓她将尸体从尸袋中打开。小报的镜头告诉观众莫妮卡是如何得知罗布及其活动的。与此同时，马克（馬克·雷德饰）赶去上班，然后镜头又回到了莫妮卡脱衣服的场景。马克的工作其实是为色情电影配音，而这一幕又铺垫了下一个镜头，莫妮卡与罗布的尸体发生性关系。贝蒂（比阿特丽斯·马瑙斯基饰）在前作中是罗布的前女友，她失望地发现，罗布的坟墓已被挖开。
莫妮卡并没有达到性高潮，性爱场面以她跑进浴室收尾。她很恶心，想要呕吐。其隐藏意义是说她“精神上愿意，但肉体上软弱”。莫妮卡清理了罗伯的尸体，用相机自拍。在照片中她与尸体拥抱。与此同时，马克计划在电影院与朋友（西蒙娜·施珀尔饰）会面。然而，马克的朋友迟到了，于是马克把电影票给了路过的莫妮卡。莫妮卡和马克一拍即合，很快就开始狂欢约会，之后莫妮卡决定与罗布分手。她显然是想和真正的男朋友一起过正常的生活。
她哭着把罗布的尸体锯成碎片，放进垃圾袋，只保存了他的头部和生殖器。然后她处理了垃圾袋。她把生殖器放到冰箱里。下一个镜头，莫妮卡和马克在她的公寓里。她给他看一本相簿，里面有几个已故亲人的照片。两人最终发生了性关系，尽管这种体验莫妮卡并不满意。马克在莫妮卡家过夜，早上打开她的冰箱时发现了罗布的生殖器。这一发现，再加上之前拍照时莫妮卡想让马克看起来像个死人一样，让他对这段关系产生了怀疑。他不敢向她表明这些疑虑。因此，马克首先去问他常常迟到的朋友，然后又去找一个酒吧里的醉汉。
此后不久，莫妮卡和她的朋友们在莫妮卡的公寓里看电影。他们正在看的电影是一只海豹的解剖过程。罗布的头在她们看电影时放在咖啡桌上。马克带了一个披萨，突然造访。莫妮卡藏起罗布的头，她的朋友们离开了。马克不断询问莫妮卡和她的朋友们在做什么，她不情不愿地给他看了电影。电影既让马克厌恶又激怒了他，他说，看这种东西取乐不太正常，最终导致争吵。
两人后来通了电话，并计划在莫妮卡见面，讨论此事。与此同时，莫妮卡去海洋旅行，在那里她考虑下一步行动。在马克第二天到来后，他们做爱，莫妮卡砍下马克的头并用罗布的头取而代之。莫妮卡终于表现出高潮，她选择了正确的情人。
片尾，在最后一个镜头中，医生祝贺莫妮卡怀孕。

## 演员表
- 琼格·布特格雷特
- 莫妮卡·M 饰 莫妮卡
- 马克·雷德 饰 马克
- 达克塔里·洛伦茨 饰 罗伯特·施马特克
- 比阿特丽斯·马瑙斯基 饰 贝蒂
- 弗朗茨·罗登基兴
- 莉娜·布劳恩
- 弗洛里安柯纳·冯·古斯托夫
- 伊娃-玛丽亚·库尔兹
- 约翰·博伊·沃尔顿
- 沃尔夫冈·缪勒
- 克特·克鲁泽

## 发行
这部电影于1991年6月在德国通过VHS首次发行。邪典史诗（Cult Epics）于2015年2月10日在美国以DVD和蓝光光盘发布。蓝光版有很多额外收录，包括：琼格的新介绍、评论音轨、琼格·布特格雷特电影预告片、制作过程纪录片、静态图库、琼格的新短片，以及《困惑的浪漫2》配乐（原始版和现场版）。

## 后续
布特格雷特与画家马丁·特拉福德在漫画系列中继续《困惑的浪漫2》的故事。漫画由德国的马口铁漫画（Weißblech Comics）发行。